# Ägyptische Brücke
Die Ägyptische Brücke (russisch Египетский мост) in Sankt Petersburg führt die Lermontow-Allee über den Fluss Fontanka.

## Kettenbrücke
Die ursprüngliche Kettenbrücke war ein bemerkenswertes Denkmal des frühen 19. Jahrhunderts. Sie wurde von den Baumeistern Wilhelm von Traitteur und Christianowicz von 1825 bis 1826 errichtet. An den Enden waren vier Granit-Blöcke aufgestellt, die mit Sphinx-Figuren aus Gusseisen des Bildhauers Pawel Petrowitsch Sokolow und sechseckigen Laternen geschmückt waren. Die an beiden Enden der Brücke stehenden Eingangstore aus Gusseisen dienten als Aufhängung für die Tragketten. Sie waren mit ägyptischen Motiven und mit zahlreichen Hieroglyphen verziert.
Wilhelm von Traitteur baute zur gleichen Zeit auch die Greifenbrücke und die Löwenbrücke, die ebenfalls mit Figuren von Sokolow ausgestattet sind.
Die für Fußgänger und Pferdegespanne konstruierte Ägyptische Brücke stürzte am 20. Januar 1905 ein, als eine Kavallerie-Schwadron die Brücke überquerte. Ursache war eine gerissene Tragkette. Alle 60 mitgerissenen Soldaten konnten gerettet werden, jedoch ertranken bei dem Unglück mehrere Pferde.

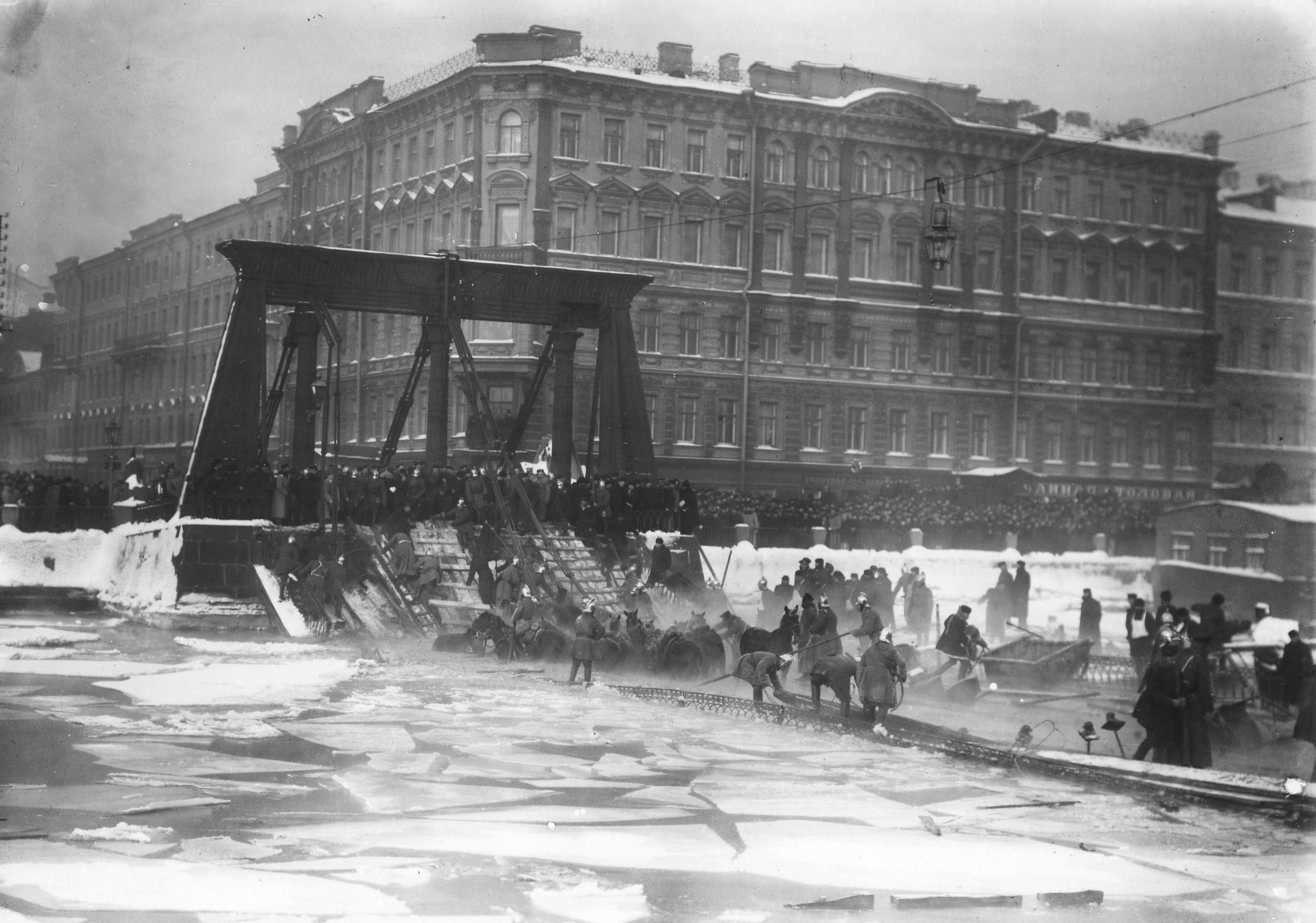
Einsturz der Brücke im Winter 1905

## Bogenbrücke
Mindestens 17 verschiedene Pläne wurden entworfen, bevor entschieden wurde, an gleicher Stelle erneut eine Brücke zu errichten. Die 1955 erbaute Bogenbrücke wurde von W. Wassilkowski und P. Areschew konzipiert. Einige der dabei verwendeten Verzierungen, wie die Sphinx-Figuren, hatten den Einsturz der Kettenbrücke unbeschädigt überstanden und wurden wiederverwendet.